# Igrzyska Wspólnoty Narodów 1982
     państwa debiutujące
     państwa, które brały już udział w Igrzyskach

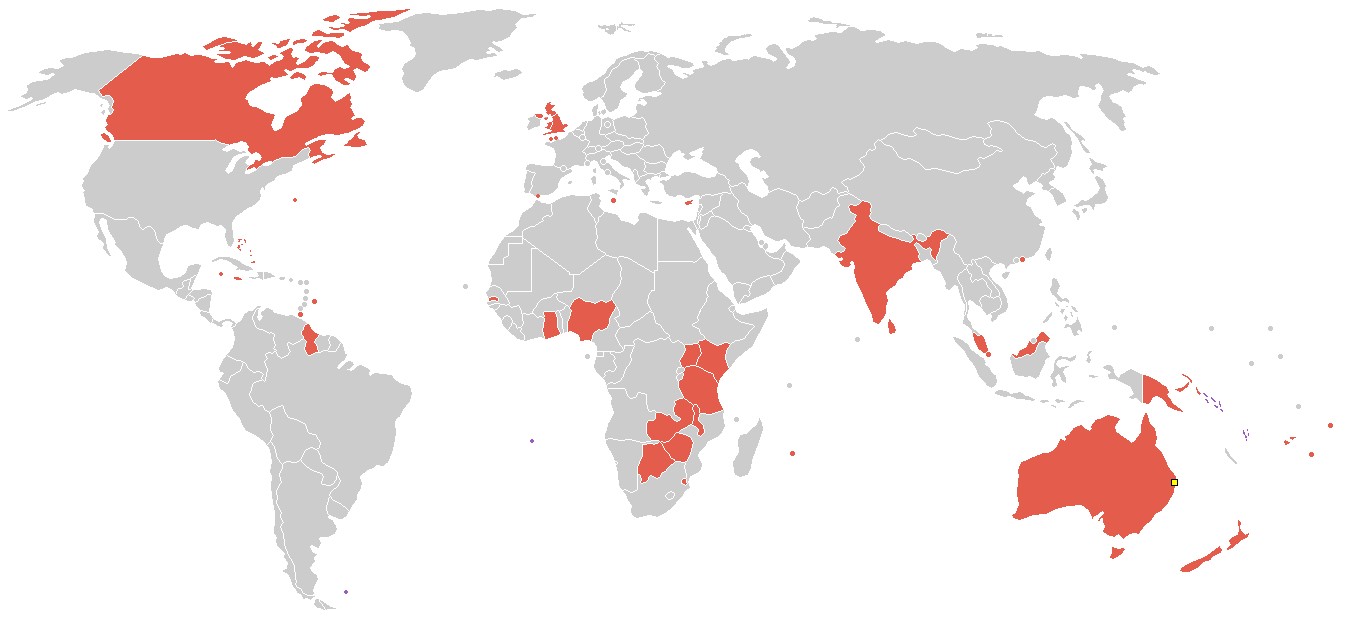
Państwa biorące udział w Igrzyskach Wspólnoty Narodów w 1982 roku:
państwa debiutujące
państwa, które brały już udział w Igrzyskach

Igrzyska Wspólnoty Narodów 1982 odbyły się w Brisbane. Ceremonia otwarcia odbyła się 30 września 1982 roku, a ceremonia zamknięcia 9 października 1982 roku. Igrzyska w 1982 roku są do dziś uznawane jako jedne z najlepiej zorganizowanych w ponad siedemdziesięcioletniej historii. Atrakcją ceremonii otwarcia i zamknięcia Igrzysk była maskotka igrzysk Matylda, 13-metrowy kangur wykonany z metalu.

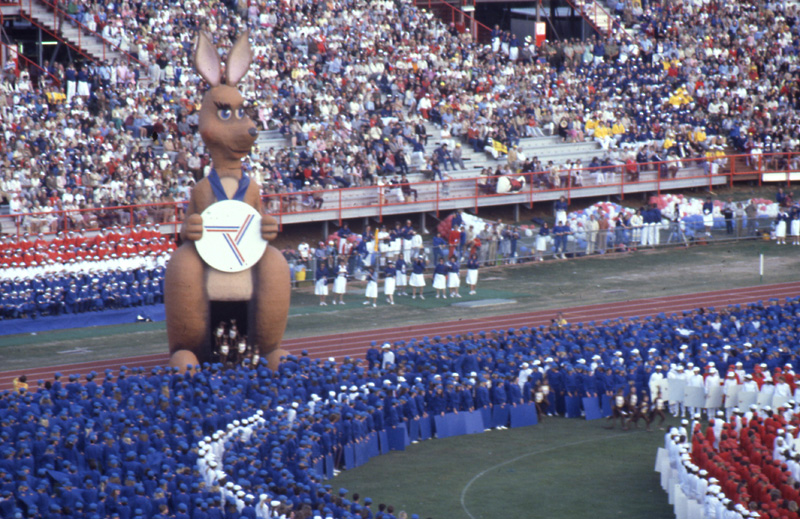
Ceremonia otwarcia Igrzysk Wspólnoty Narodów w Brisbane w 1982 r.

W imprezie w 1982 roku wzięło udział 1 583 sportowców z 46 reprezentacji. Spośród nich pięć zadebiutowało. Były to:
- Anguilla
- Vanuatu
- Wyspy Salomona
- Wyspa Świętej Heleny
- Zimbabwe

W kalendarzu IWB w Brisbane znalazło się dziesięć dyscyplin sportowych. Te dyscypliny to: badminton, boks, kolarstwo, kręglarstwo, lekkoatletyka, łucznictwo, nurkowanie, pływanie, podnoszenie ciężarów, strzelectwo i zapasy.
Oficjalne logo Igrzysk w 1982 roku przedstawia trzy trapezy, składające się z trzech linii – niebieskiej, białej i czerwonej (kolory z flagi Wielkiej Brytanii) połączone w figurę kształtem przypominającą trójkąt, faktycznie jednak jest to dziewięciobok. Logo zaprojektował amerykański fotografik i projektant, Hugh Edwards.
W 1982 roku padło siedem rekordów Igrzysk Wspólnoty Brytyjskiej, które przetrwały do chwili obecnej. Mark Blenkarne i Neroli Fairhall pobili rekordy w łucznictwie, Merlene Ottey i Mike O’Rourke w lekkoatletyce, Malcolm Elliott w kolarstwie, a Laurence John Woolley i reprezentacja Anglii w strzelectwie.
Pierwszy medal w historii Igrzysk zdobyła reprezentantka Zimbabwe. Kraj zadebiutował w Igrzyskach Wspólnoty Narodów pod tą nazwą. Wcześniej reprezentanci Zimbabwe występowali jako reprezentanci Rodezji.
Klasyfikacja medalowa
| Miejsce | Kraj              |    |    |    | Razem |
| 1.      | Australia         | 39 | 39 | 29 | 107   |
| 2.      | Anglia            | 38 | 38 | 32 | 108   |
| 3.      | Kanada            | 26 | 23 | 33 | 82    |
| 4.      | Szkocja           | 8  | 6  | 12 | 26    |
| 5.      | Nowa Zelandia     | 5  | 8  | 13 | 26    |
| 6.      | Indie             | 5  | 8  | 3  | 16    |
| 7.      | Nigeria           | 5  | 0  | 8  | 13    |
| 8.      | Walia             | 4  | 4  | 1  | 9     |
| 9.      | Kenia             | 4  | 2  | 4  | 10    |
| 10.     | Bahamy            | 2  | 2  | 2  | 6     |
| 11.     | Jamajka           | 2  | 1  | 1  | 4     |
| 12.     | Tanzania          | 1  | 2  | 2  | 5     |
| 13.     | Malezja           | 1  | 0  | 1  | 2     |
| 14.     | Fidżi             | 1  | 0  | 0  | 1     |
| 14.     | Hongkong          | 1  | 0  | 0  | 1     |
| 14.     | Zimbabwe          | 1  | 0  | 0  | 1     |
| 17.     | Irlandia Północna | 0  | 3  | 3  | 6     |
| 18.     | Uganda            | 0  | 3  | 0  | 3     |
| 19.     | Zambia            | 0  | 1  | 5  | 6     |
| 20.     | Guernsey          | 0  | 1  | 1  | 2     |
| 21.     | Bermudy           | 0  | 0  | 1  | 1     |
| 21.     | Singapur          | 0  | 0  | 1  | 1     |
| 21.     | Suazi             | 0  | 0  | 1  | 1     |

## Dyscypliny
- Lekkoatletyka  (szczegóły)
- Zapasy  (szczegóły)